# Stadtpfarrkirche Hall in Tirol

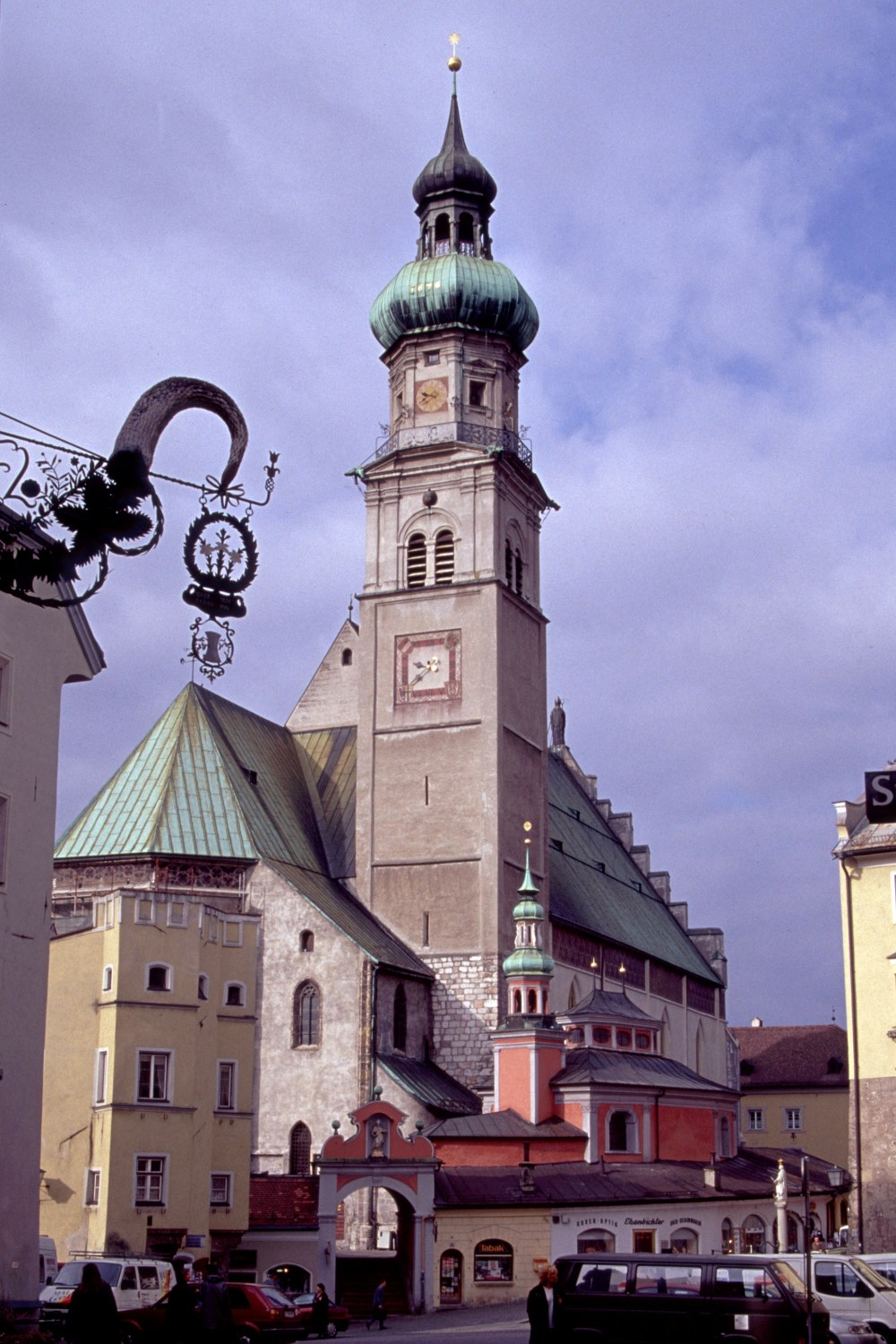
Haller Pfarrkirche St. Nikolaus vom Oberen Stadtplatz aus

Die römisch-katholische Pfarrkirche St. Nikolaus liegt am Oberen Stadtplatz in der Altstadt von Hall in Tirol (Österreich).

## Geschichte

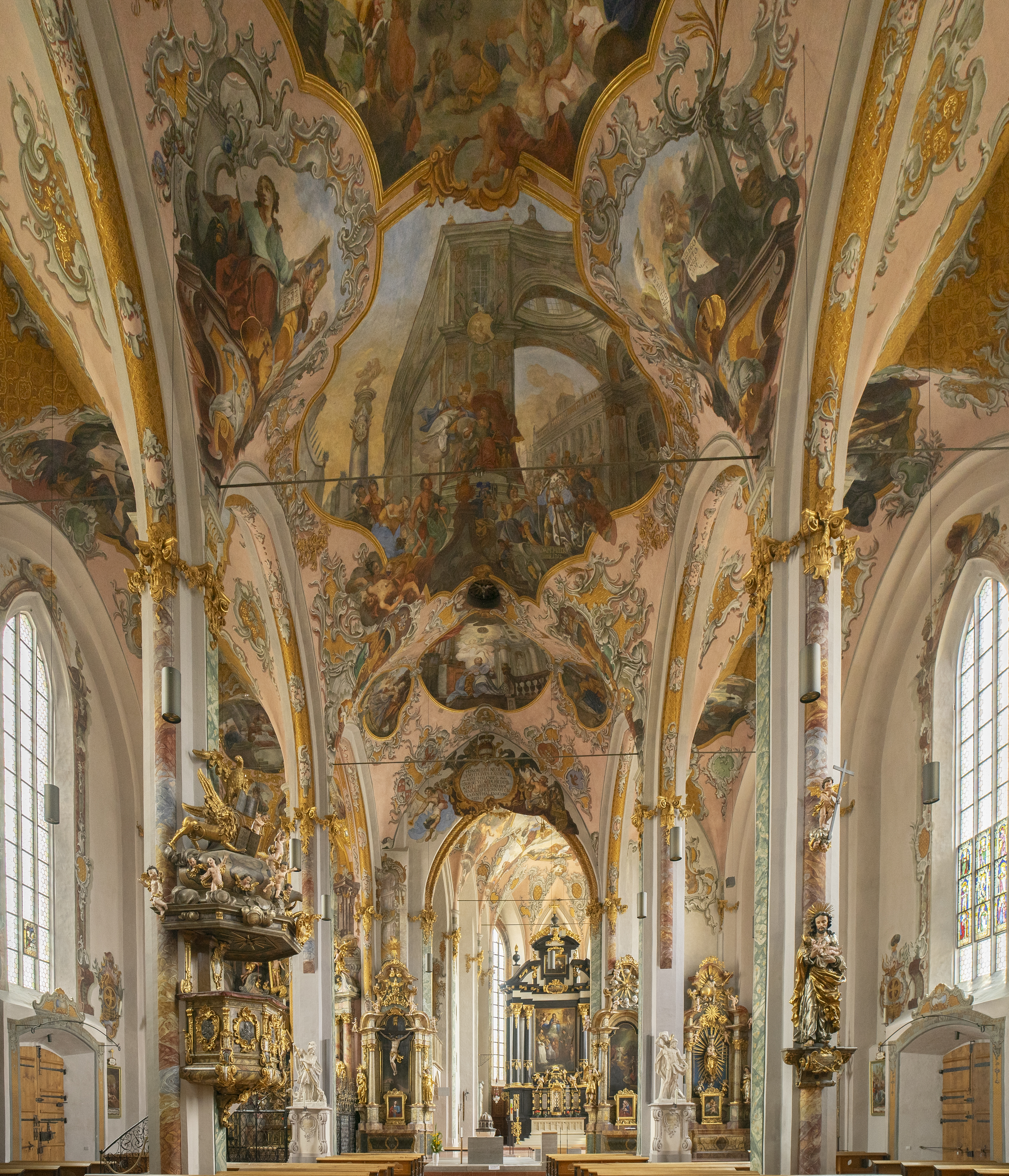
Innenansicht – der Achsknick ist deutlich sichtbar

Im Jahre 1281 wird zum ersten Mal ein Kirchlein mit dem Patrozinium hl. Nikolaus und hl. Ingenuin in Hall urkundlich erwähnt. Da aber das Gotteshaus für die aufstrebende Salzstadt zu klein wurde, wurde es im Jahre 1352 umgebaut und erweitert. Im selben Jahr erhielt die Kirche auch das Taufrecht, war aber noch von der Mutterpfarre Absam abhängig. Da aber der Absamer Pfarrer ab 1413 in der Stadt Hall wohnte und die Einwohnerzahl im 15. Jahrhundert stark anstieg, wurde die Kirche wiederum erweitert und erhielt ihre heutige gotische Gestalt. Im Zeitraum von 1420 bis 1440 baute der Haller Baumeister Hans Sewer das einschiffige Langhaus zu einer dreischiffigen Kirche um. Weil dabei das Gebäude nicht nach Süden hin erweitert werden konnte und der alte Chorraum im Kern beibehalten wurde, erscheint das Presbyterium heute abgeknickt.
Gegen Ende des 16. Jahrhunderts wurde die Kirche zum ersten Mal renoviert. Beim schweren Erdbeben am 17. Juli 1670 stürzte der Turm der Pfarrkirche ein, wurde aber bis 1676 im barocken Stil wieder aufgebaut. In der zweiten Hälfte des 17. Jahrhunderts begann man mit der Barockisierung der gesamten Kirche. Bei einem Brand im Jahre 1875 wurde der Dachstuhl teilweise zerstört, das Dach und die auf dem Giebel der Westfassade stehende Figur des hl. Nikolaus mussten in Folge erneuert werden. Im 20. Jahrhundert wurden die Deckengemälde zweimal renoviert.

## Architektur und Ausstattung

### Chorraum

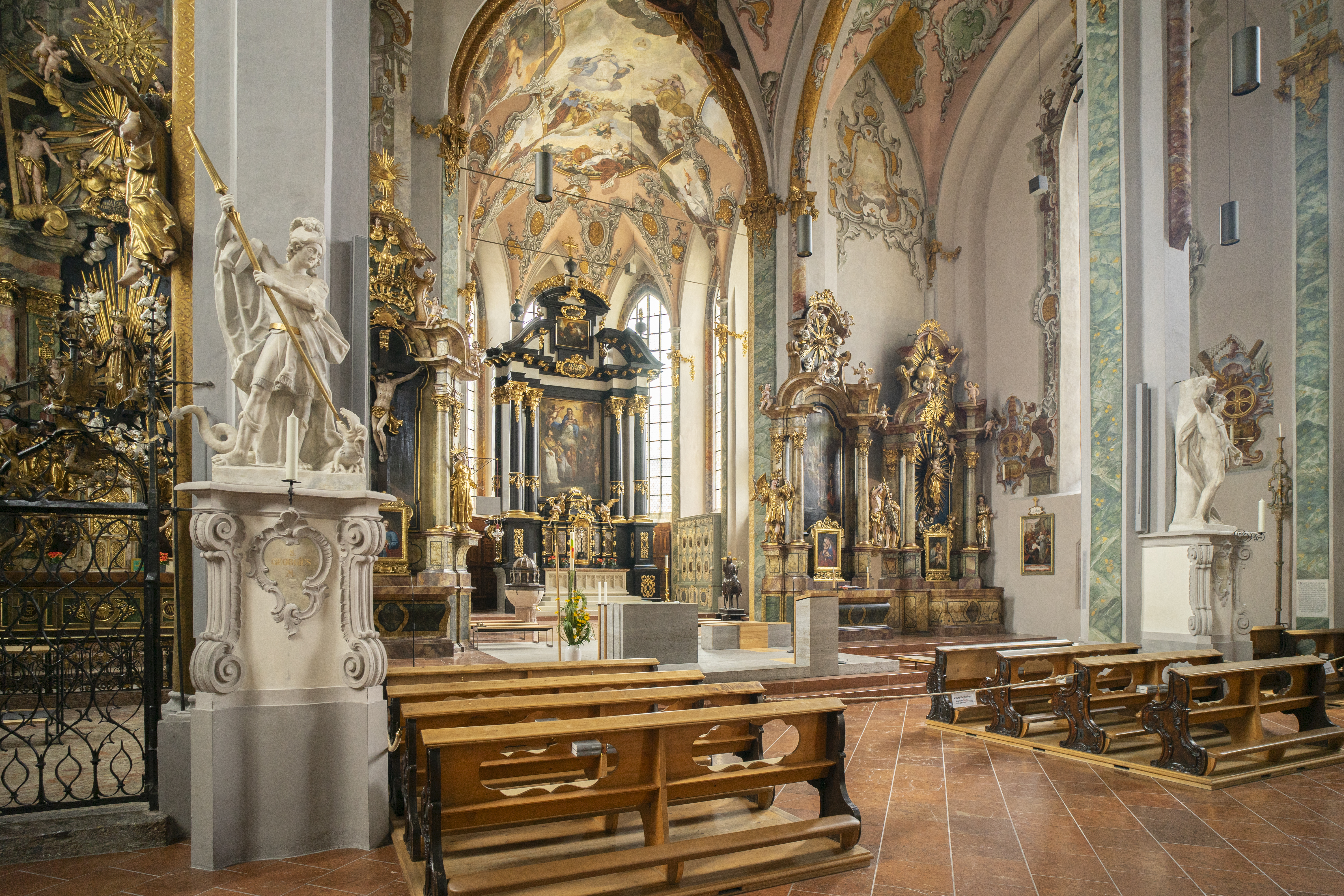
Chorraum

Das Hauptbild des Chorgewölbes zeigt die Stadt Hall im Schutz der Gottesmutter Maria und zahlreicher Heiliger. Umgeben wird diese Darstellung von Bildern der vier abendländischen Kirchenväter (Gregor, Hieronymus, Augustinus und Ambrosius).
Das Gemälde des barocken Hochaltars stammt von dem flämischen Maler Jan Erasmus Quellinus. Er schuf das Werk im Jahre 1657, als er auf einer Italienreise in Hall Station machte. Das Bild zeigt die sitzende Gottesmutter Maria mit dem Jesuskind umgeben von Engeln, den Märtyrern Stephanus und Laurentius, dem hl. Kassian und dem Kirchenpatron Nikolaus. Der Altar wird zu den jeweiligen Festzeiten umgebaut, sodass zu Ostern eine Figur des auferstandenen Christus, im Advent ein Bild der Verkündigung an Maria und zu Weihnachten eine Bretterkrippe aufgestellt wird.
In einer Nische an der Nordwand des Chorraums befindet sich ein großes Renaissance-Epitaph der Familie Fieger, das von dem Künstler Melchior Ritterl im Jahre 1574 geschaffen wurde. Darunter hängt ein Tafelgemälde „Ecce homo“ (um 1510), das dem Haller Maler Sebastian Frosch zugeschrieben wird.

### Langhaus
Die das Langhaus umspannenden barocken Wand- und Deckengemälde, die der Kirche ihre besondere Prägung geben, schuf der in Wien geborene Maler Josef Adam Mölk im Jahre 1752. Die vier großen Deckengemälde im Hauptschiff zeigen Szenen aus dem Leben des Patrons der Kirche des hl. Nikolaus.
Beim Triumphbogen im vorderen Teil des Langhauses wurden um 1754 drei Seitenaltäre von dem Bildhauer Gregor Fritz errichtet. Der nördliche Kreuzaltar zeigt eine plastische Kreuzigungsgruppe, davor ist ein Herz-Jesu-Bild aufgestellt. Auf dem Gemälde von Josef Adam Mölk des südlichen Apostelaltars ist die Übergabe des Schlüssels an Petrus dargestellt. Daneben befindet sich der Johannesaltar mit der Fassermadonna, einer Strahlenkranzmadonna auf der Mondsichel, die von der Zunft der Fassmacher gestiftet wurde.
Im nördlichen Seitenschiff befinden sich die Waldaufkapelle und der Katharinenaltar (um 1740) mit mehreren Reliquienschreinen. Im südlichen Seitenschiff steht der Altar des hl. Johannes Nepomuk, der bereits 1734 – fünf Jahre nach seiner Heiligsprechung – in der Bildhauerwerkstatt von Theodoro Benedetti geschaffen wurde. Ebenso ist dort eine geschnitzte Statue des hl. Josef mit dem Jesuskind von Franz Stöckl (1730) zu sehen. In beiden Seitenschiffen sind Zunftstangen aufgestellt, die auch heute noch bei Prozessionen mitgetragen werden.
Unter der Orgelempore sind die Kreuzwegstationen des Schwazer Künstlers Johann Georg Höttinger (1742) zu sehen. Rechts neben dem Haupteingang steht der Taufstein aus dem 14. Jahrhundert, links davon das Weihwasserbecken (1506).

### Außenansicht
An die westliche Seite des dreischiffigen Langhauses ist die Fiegerkapelle angebaut, die zugleich den Eingangsbereich beim Haupttor bildet. Die zum Oberen Stadtplatz hin gewandte Seite bilden der gotische Chorraum, die zweigeschoßige Sakristei und der 67 Meter hohe Turm mit Zwiebelhelm.
An der Außenwand der Pfarrkirche sind Grabtafeln für verschiedene Adelige und Ordensschwestern des ehemaligen Haller Damenstiftes und Klarissenklosters angebracht. Ebenso befinden sich dort eine Gedenktafeln für den Tiroler Freiheitskämpfer Joseph Speckbacher, der 1820 in Hall starb, dessen Gebeine aber 1858 in die Innsbrucker Hofkirche übertragen wurden, wo sie an der Seite Andreas Hofers ruhen.

### Orgel

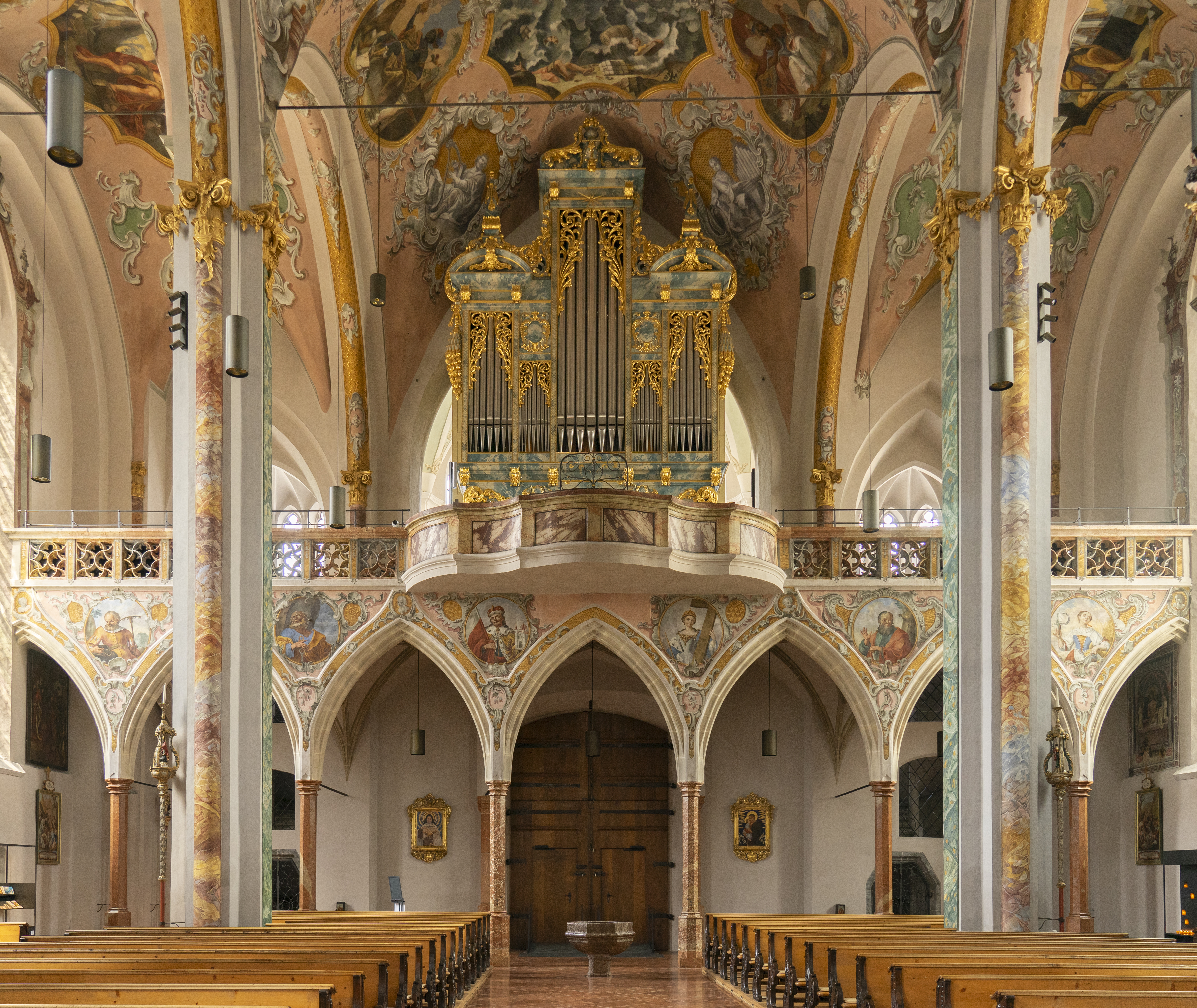
Blick zur Orgel

Die frühere Orgel mit barocken Ornamenten wurde 1689 von Franz Köck gebaut. Nach mehreren Um- und Neubauten wurde sie 1999 durch ein neues Instrument der Firma Pirchner (Steinach am Brenner) ersetzt. Dessen 50 Register fanden großteils Aufstellung im restaurierten Gehäuse hinter dem Prospekt von 1689.
| I Hauptwerk C–g3 |                   |       |
| 1.               | Prinzipal         | 16′   |
| 2.               | Bordun            | 16′   |
| 3.               | Prinzipal         | 08′   |
| 4.               | Flöte             | 08′   |
| 5.               | Gemshorn          | 08′   |
| 6.               | Gambe             | 08′   |
| 7.               | Prestant          | 04′   |
| 8.               | Blockflöte        | 04′   |
| 9.               | Quinte            | 2 ⁄3′ |
| 10.              | Oktav             | 02′   |
| 11.              | Mixtur major VI   | 02’   |
| 12.              | Mixtur minor IV-V | 1 ⁄3′ |
| 13.              | Cornet V          | 08′   |
| 14.              | Trompette         | 08′   |
| 15.              | Clairon           | 04′   |

| II Oberwerk C–g3 |           |        |
| 16.              | Prinzipal | 08′    |
| 17.              | Gedeckt   | 08′    |
| 18.              | Prinzipal | 04′    |
| 19.              | Rohrflöte | 04′    |
| 20.              | Nasard    | 2 ⁄3′  |
| 21.              | Prinzipal | 02′    |
| 22.              | Flöte     | 02′    |
| 23.              | Terz      | 1 3⁄5′ |
| 24.              | Larigot   | 1 ⁄3′  |
| 25.              | Mixtur V  | 1 ⁄3′  |
| 26.              | Basson    | 16′    |
| 27.              | Cromorne  | 08′    |
|                  | Tremulant |        |

| III Schwellwerk C–g3 |                 |     |
| 28.                  | Quintade        | 16′ |
| 29.                  | Prinzipal       | 08′ |
| 30.                  | Rohrflöte       | 08′ |
| 31.                  | Salizional      | 08′ |
| 32.                  | Voix Céleste    | 08′ |
| 33.                  | Spitzflöte      | 04′ |
| 34.                  | Fugara          | 04′ |
| 35.                  | Doublette       | 02′ |
| 36.                  | Piccolo         | 01′ |
| 37.                  | Cornet III      |     |
| 38.                  | Trompette harm. | 08′ |
| 39.                  | Hautbois        | 08′ |
| 40.                  | Voix humaine    | 08′ |
| .                    | Tremulant       |     |
| .                    | Zimbelstern     |     |

| Pedal C–f1 |             |     |
| 41.        | Bordun      | 32′ |
| 42.        | Prinzipal   | 16′ |
| 43.        | Subbaß      | 16′ |
| 44.        | Violonbaß   | 16′ |
| 45.        | Oktavbaß    | 08′ |
| 46.        | Gedeckt     | 08′ |
| 47.        | Violoncello | 08′ |
| 48.        | Choralbaß   | 04′ |
| 49.        | Bombarde    | 16′ |
| 50.        | Trompete    | 08′ |

- Koppeln: II/I, III/I, III/II, I/P, II/P, III/P

### Glocken
Die Glocken der Haller Pfarrkirche sind auf die Anfangstöne des „Salve Regina“ gestimmt:
- Die Heilig-Kreuz-Glocke wurde im Jahre 1570 von Hans Christoph Löffler für das aufgehobene Haller Damenstift gegossen.
- Die Totenglocke aus dem Jahre 1665 stammt von Barthlmä Köttelath.
- Drei der vier im Zweiten Weltkrieg eingeschmolzene Glocken wurde 1951 wieder durch die Innsbrucker Glockengießerei Grassmayr ergänzt.
- Die Große Glocke musste nach einem Sprung 2001 neu gegossen werden.
- Altes Sterbeglöckchen.

| Ton | Gießer        | Jahr |
| --- | ------------- | ---- |
| c1  | Grassmayr     | 2001 |
| e1  | H.Ch. Löffler | 1570 |
| g1  | Grassmayr     | 1951 |
| a1  | Grassmayr     | 1951 |
| c2  | Grassmayr     | 1951 |

## Kapellen in und um die Kirche
- Die im Jahre 1501 eingeweihte Waldaufkapelle wurde von Florian von Waldauf gestiftet. Sie befindet sich im linken vorderen Bereich des Langhauses und beherbergt die große Reliquiensammlung des Ritters, die auch „Haller Heiltumsschatz“ genannt wurde. In der Kapelle liegt auch die Familie des Stifters begraben. Ebendort wurde 1978 der beliebte Jugendseelsorger Josef Lambichler (1883–1956) beigesetzt.[2]

- Die zweistöckige Fiegerkapelle wurde um 1490 an die Vorderfront der Pfarrkirche angebaut. Das Untergeschoß bildet eine Vorhalle zum Kircheneingang, in der noch Wandmalereien aus dem 15. Jahrhundert zu sehen sind. Die Grabsteine weisen auf die darunter liegenden Familiengruft der reichen Handelsfamilie Fieger hin. Nach dem Aussterben der Familie wurde die Gruft auch als Begräbnisstätte der letzten Stiftsdamen des 1783 aufgehobenen Haller Damenstiftes genutzt.

- Die Magdalenenkapelle befindet sich östlich der Pfarrkirche. Sie wurde vermutlich um 1320 errichtet und war ursprünglich zweistöckig. Der untere Stock zum Langen Graben hin war dem hl. Jakobus geweiht, ist heute aber ein Geschäftslokal. Der obere Raum beherbergt Fresken aus dem 15. Jahrhundert (Maria umgeben von Heiligen, heilige drei Könige und das Jüngste Gericht), sowie einen spätgotischen Flügelaltar aus der Kirche St. Magdalena im Halltal. Das große Ölgemälde der „Anbetung des Lammes“ stammt aus dem frühen 16. Jahrhundert. Die Kapelle wird seit 1923 als Gedächtniskapelle für die Gefallenen der Weltkriege genützt.

- An dem Platz im Nordosten der Pfarrkirche, wo sich heute die Josefskapelle befindet, stand die im Jahre 1505 eingeweihte Wolfgangskapelle. Sie wurde von Ritter Florian Waldauf gebaut, um die von ihm gestifteten Reliquien des Haller Heiltumsschatzes einmal im Jahr für die Bevölkerung auszustellen. Das Kirchlein wurde jedoch durch den beim Erdbeben von 1670 einstürzenden Turm der Pfarrkirche zerstört. Von 1695 bis 1698 erbaute man an dieser Stelle die heutige Josefskapelle. Auf den Deckengemälden und dem Altar der Kapelle sind Szenen aus dem Leben des hl. Josefs dargestellt.

## Legende vom „Haller Kübel“
Im Volksmund werden die Bewohner der Stadt Hall als „Haller Kübel“ (tirolerisch Håller Kiebl) bezeichnet. Dieser Name geht auf ein Ereignis zurück, das sich in der Pfarrkirche abgespielt haben soll. Als am Fest Christi Himmelfahrt die Jesusstatue in die Höhe gezogen wurde, riss das Seil und die Figur zerschellte am Kirchenboden. Einige traditionsbewusste Haller sammelten sogleich die Bruchstücke zusammen und gaben sie in einen Kübel. Schließlich wurde der Eimer mit den Scherben mit den Worten åber aufi muaß er (hochdeutsch „aber hinauf muss er“) in den „Himmel“ gezogen.